# コリントスの戦い
コリントスの戦い（コリントスのたたかい、ギリシア語: Μάχη της Λευκόπετρας）は、紀元前146年におこなわれた、共和政ローマとアカイア人の都市国家同盟であるアカイア同盟との戦いである。戦いに勝利したローマは裕福な都市として有名であったコリントスを完全に破壊した。

## 概要

### 開戦前

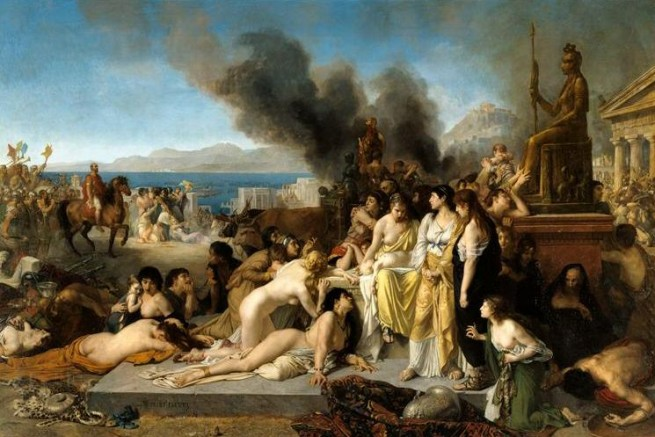
コリントスの最後の日（トニ・ロベール＝フルーリー作）

紀元前140年代は共和政ローマが近隣の国家に対して軍事的に優位に立ち、攻勢に出た時期であった。マケドニアの反乱後、ギリシャの諸都市に対し寛容政策をとるローマに対して、ギリシャはこれを弱腰と解し増長的な態度を示し始めた。コリントスを訪れたローマの使節団に対しギリシャ側は外交的に非礼な対応をとり、民衆を扇動したため、ローマはギリシャへの戦端を開かせざるを得ない状況に追い込まれた。紀元前146年の春、ローマはギリシアの都市国家への侵攻を開始し、その年の冬に対ローマで団結したアカイア同盟はローマに対して戦端を開いた。

### 戦闘
紀元前146年のローマの執政官ルキウス・ムンミウスは2個軍団（歩兵23,000と騎兵3,500）およびイタリア諸国やクレタ人とアッタロス朝軍から成るアウクシリアを含む軍を率いてペロポネソス半島へと進軍した。
一方のアカイア同盟はディアイオス（Diaios）を将軍として歩兵14,000、騎兵600から成る軍を率いてコリントスに布陣した。同盟軍はローマ軍営地に対して夜襲を仕掛けて、ローマ側に多くの損害を与えた。さらに同盟軍は翌日もローマ軍へ攻撃を仕掛けたが、数に勝るローマ騎兵部隊は同盟軍の攻撃を受け止めた。ムンミウスは約1,000のローマ歩兵から成る精鋭部隊に同盟軍の側背を突かせたことで、同盟軍は暫くの交戦の後に壊走した。ディアイオスはアルカディア方面へと逃走し、指揮系統の崩壊した同盟軍は守備システムが機能することなく壊走へ転じた。

### コリントス破壊
同盟軍との決戦に勝利したローマ軍はコリントスを攻撃して、コリントス市内の財貨と芸術品を略奪した上でコリントスを完全破壊した。全住民は奴隷として売り払われた。ギリシアの都市国家はローマの属州化は回避できたが、以後ローマの覇権のもとで存続、アカエア属州に組み込まれることとなった。コリントスの征服者となったムンミウスはこの勝利によりアカイアを征した者という意味でアカイクスの称号を得た。
なお、同じ紀元前146年は第三次ポエニ戦争が終結しフェニキア人の都市国家カルタゴが完全に破壊され、アフリカ属州が設置された年でもあった。また、前々年の反乱（第四次マケドニア戦争）に失敗したマケドニアはローマに吸収され、紀元前146年に新たにマケドニア属州が設置された。
完全破壊されたコリントスでは数年の内に市内に小さいながらも住民が戻り、居住した様子が考古学的に判明している。ガイウス・ユリウス・カエサルは紀元前45年頃にコロニア・ラウス・ユリア・コリンティエンシス（Colonia Laus Iulia Corinthiensis）としてコリントスを復興させた。
この戦いはこれ以降、ローマをして同盟国への寛容政策を見直す契機となった。